# Verfahren „Rote Hose“
Das Verfahren „Rote Hose“ ist ein Verfahren zur Beseitigung einer möglichen Messabweichung – der Horizontschräge – beim Nivellier.

## Gründe des Messfehlers
Auch Kompensatoren arbeiten prinzipbedingt niemals restlos fehlerfrei, sie neigen zu Über- oder Unterkompensation.
Wird das Nivellier mit einer leichten Neigung der Stehachse aufgestellt, so wird diese zwar durch den Kompensator ausgeglichen, aber die dazu senkrechte Zielachse liegt nun nicht mehr in einer horizontalen, sondern in einer schiefen Ebene (Höhenversatz). Infolge von Gelenkreibung und ähnlichen Einflüssen erreicht der Kompensator nicht seine Idealposition, sondern verharrt in einer von der Horizontalen leicht abweichenden Neigung (Kompensatorrestabweichung).
Höhenversatz und Kompensatorrestabweichung wirken zusammen und führen zur sogenannten Horizontschräge, welche jedoch bei sorgfältigem Einspielen der Dosenlibelle nicht weiter nennenswert ist. Unter folgenden Bedingungen mitteln sich die Fehler zwischen einem Standpunktpaar fast völlig heraus: 
- gleiche Zielweiten
- Latte – Instrument – Latte bilden eine Gerade

## Verfahren „Rote Hose“

Verfahren Rote Hose

Um die Messung noch genauer zu machen, wird deshalb das Instrument folgendermaßen horizontiert:
- Dosenlibelle auf dem ersten Standpunkt zum Vorblick einspielen
- Dosenlibelle auf dem nächsten Standpunkt zum Rückblick einspielen
- Dosenlibelle auf dem nächsten Standpunkt zum Vorblick einspielen
- usw.

Bei der Arbeit mit zwei Messgehilfen wird die Libelle immer auf dieselbe Latte – und somit immer denselben Lattenträger – eingespielt. Um sich diesen leichter zu merken, wurde im Scherz vorgeschlagen, dass er eine rote Hose tragen soll. Somit erhielt das Verfahren den Namen „Rote Hose“.